# Trastevere

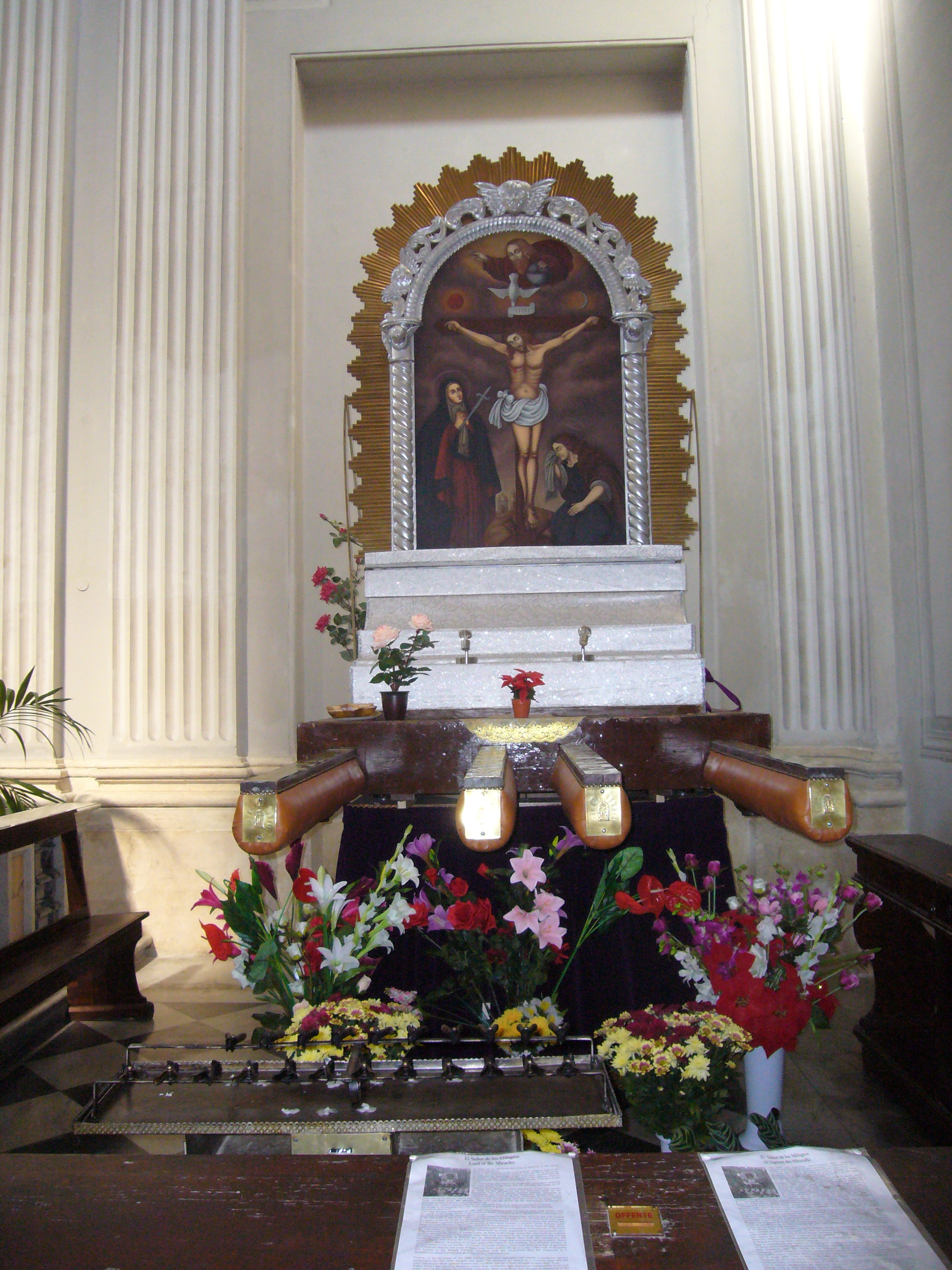
Portant del Senyor dels Miracles a la Basílica de Santa Maria in Trastevere

Trastevere és el XIII rione (barri del centre històric) de Roma, situat a la riba oest del Tíber, al sud de la Ciutat del Vaticà. El seu nom ve del llatí trans Tiberis , "Després de [el] Tíber". El seu escut porta un cap daurat de lleó en un fons vermell, de significat incert. El Trastevere delimita al nord amb el XIV rione o barri de Borgo.
Avui Trastevere manté la seva gràcia peculiar amb els seus carrers (strade) empedrats amb sampietrini, predominant un tipus d'edificació de cases populars medievals. Transformat en un centre turístic al final de la Segona Guerra Mundial, a la nit els carrers estan plens tant d'italians com d'estrangers a causa de la gran quantitat de pubs i restaurants. La zona és també coneguda pels anglòfons i afins com John Cabot University, una universitat privada nord-americana, com l'American Academy a Roma, al Trastevere així mateix hi ha l'Acadèmia d'Espanya i, per tant, també serveix com a llar dels seus becaris de diverses nacions.
El Trastevere té inclòs en el seu espai jurisdiccional el Jardí Botànic de Roma i el turó del Janícul.
Entre els principals monuments d'aquest barri es troben: La basílica de Santa Maria in Trastevere, la Porta de San Pancrazio i la Porta Settimiana (ambdues a la muralla Aureliana), l'escola de la Propaganda Fide, les presons de Regina Coeli, la Vila Farnesina, el Palazzo Salviati, el Palazzo Corsini, el Seminari Ruteno, el Museu Torlonia i l'església de San Pietro in Montorio (en el lloc on segons la tradició va ser crucificat l'apòstol sant Pere).

## Vegeu també

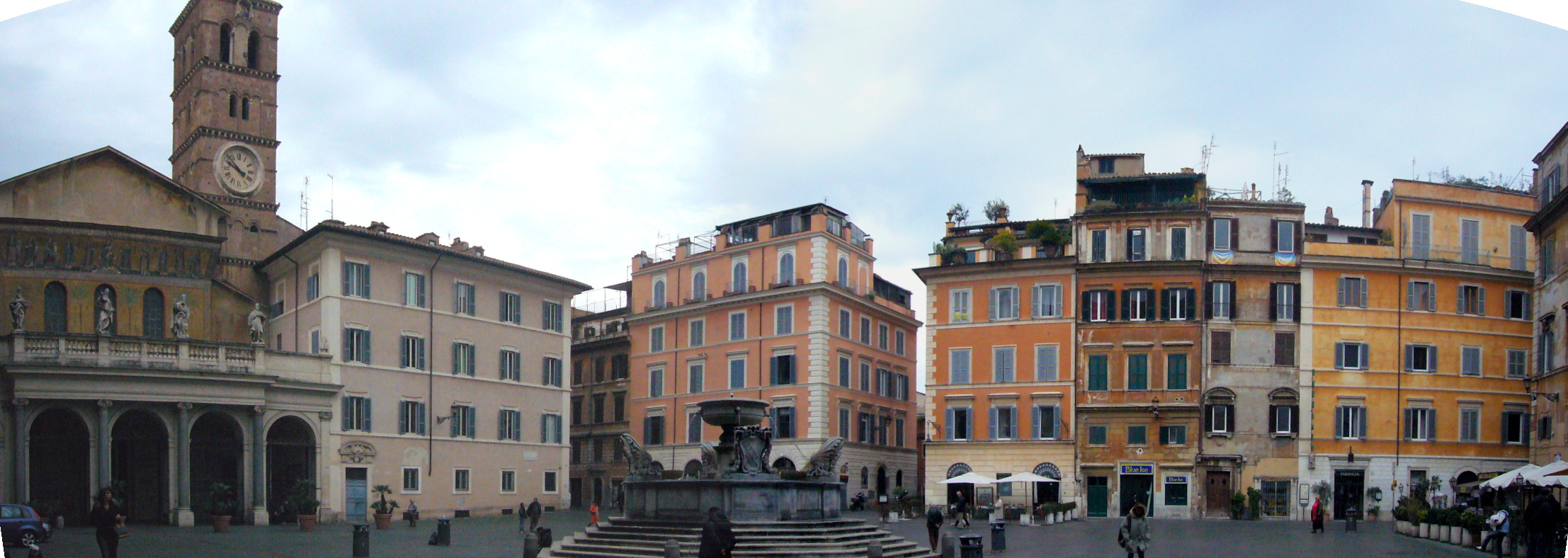
Plaça de Santa Maria in Trastevere